# Rešetasta zečina
Rešetasta zečina (hrv. Rešetasta zečina, velika zečina, lat. Centaurea scabiosa) biljka iz porodice glavočika koja je sa svojih 13 podvrsta raširena po velikim dijellovima Euroazije,, uključujući i Hrvatsku.
Ova vrsta prvi puta opisana je u Species Plantarum 2 1753.

## Podvrste
- Centaurea scabiosa subsp. adpressa (Ledeb.) Gugler
- Centaurea scabiosa subsp. alpestris (Hegetschw.) Nyman
- Centaurea scabiosa subsp. apiculata (Ledeb.) Mikheev
- Centaurea scabiosa subsp. badensis (Tratt.) Gugler
- Centaurea scabiosa subsp. cephalariifolia (Willk.) Greuter
- Centaurea scabiosa subsp. fritschii (Hayek) Hayek
- Centaurea scabiosa subsp. grinensis (Reut.) Nyman
- Centaurea scabiosa subsp. integra Greuter
- Centaurea scabiosa subsp. menteyerica (Chaix) Nyman
- Centaurea scabiosa subsp. sadleriana (Janka) Asch. & Graebn.
- Centaurea scabiosa subsp. scabiosa L.
- Centaurea scabiosa subsp. spinulosa (Spreng.) Arcang.
- Centaurea scabiosa subsp. tematinensis (Domin) Domin